# ديفيد سيزر
ديفيد سيزر (بالإنجليزية: David Caesar)‏ هو منتج أفلام وكاتب سيناريو ومخرج أسترالي، ولد في 1963.

## وصلات خارجية
- ديفيد سيزر على موقع IMDb (الإنجليزية)
- ديفيد سيزر على موقع ألو سيني (الفرنسية)
- ديفيد سيزر على موقع أول موفي (الإنجليزية)
- ديفيد سيزر على موقع قاعدة بيانات الفيلم (الإنجليزية)
- ديفيد سيزر على موقع كينوبويسك (الروسية)